# Gunter Demnig
Gunter Demnig (* 27. října 1947 v Berlíně) je německý umělec, který vešel ve známost zejména svým projektem Stolpersteine – v jehož rámci jsou po celé Evropě pokládány tak zvané „stolpersteine“ – alternativně česky i „kameny zmizelých“.

## Biografie
Demnig studoval pedagogiku umění (a také průmyslový design) v Berlíně, později v Kasselu, kde od roku 1980 působil jako umělecko-vědecký spolupracovník na tamější univerzitě. Roku 1985 otevřel svůj vlastní ateliér v Kolíně nad Rýnem. Jméno si udělal svou myšlenkou, pomocí tzv. Stolpersteine poukázat na oběti nacismu a holokaustu.
První dva Stolpersteine byly položeny na vyžádání zakladatele rakouské zahraniční služby Andrease Maislingera s povolením města Sankt Georgen (poblíž Salcburku). Dnes lze jeho kameny najít mimo Německa i v mnoha dalších zemích, mimo jiné i v České republice. Celkem jich do července 2017 bylo položeno kolem 66 000 ve 22 zemích.
Gunter Demnig byl několikrát vyznamenán, za svůj projekt Stolpersteine obdržel 4. října 2005 Německý záslužný kříž (Bundesverdienstkreuz).

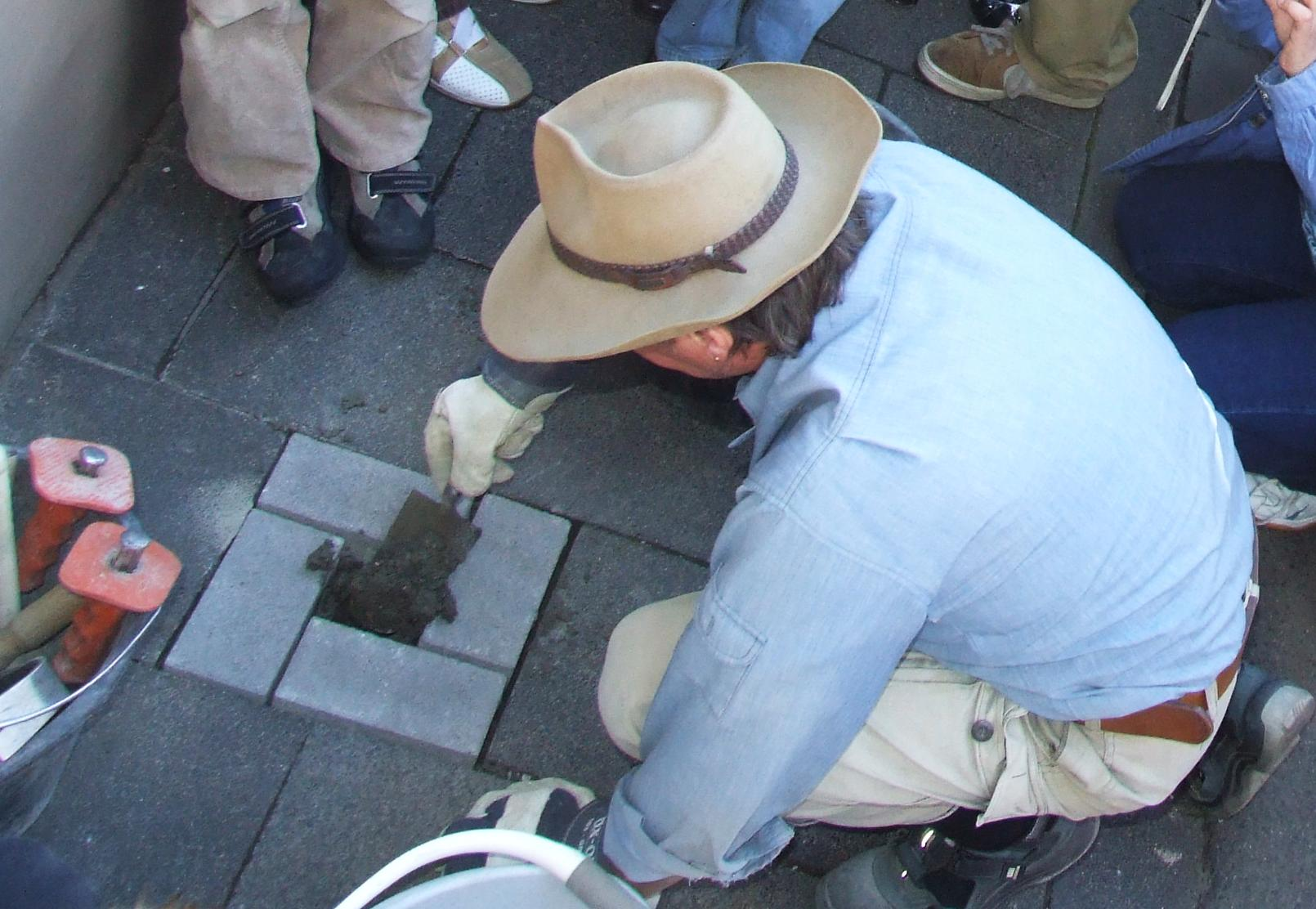
Demnig při pokládání tzv. stolpersteinu (Königswinter, 2007)
- Pokládání stolpersteinu (video, 2013)
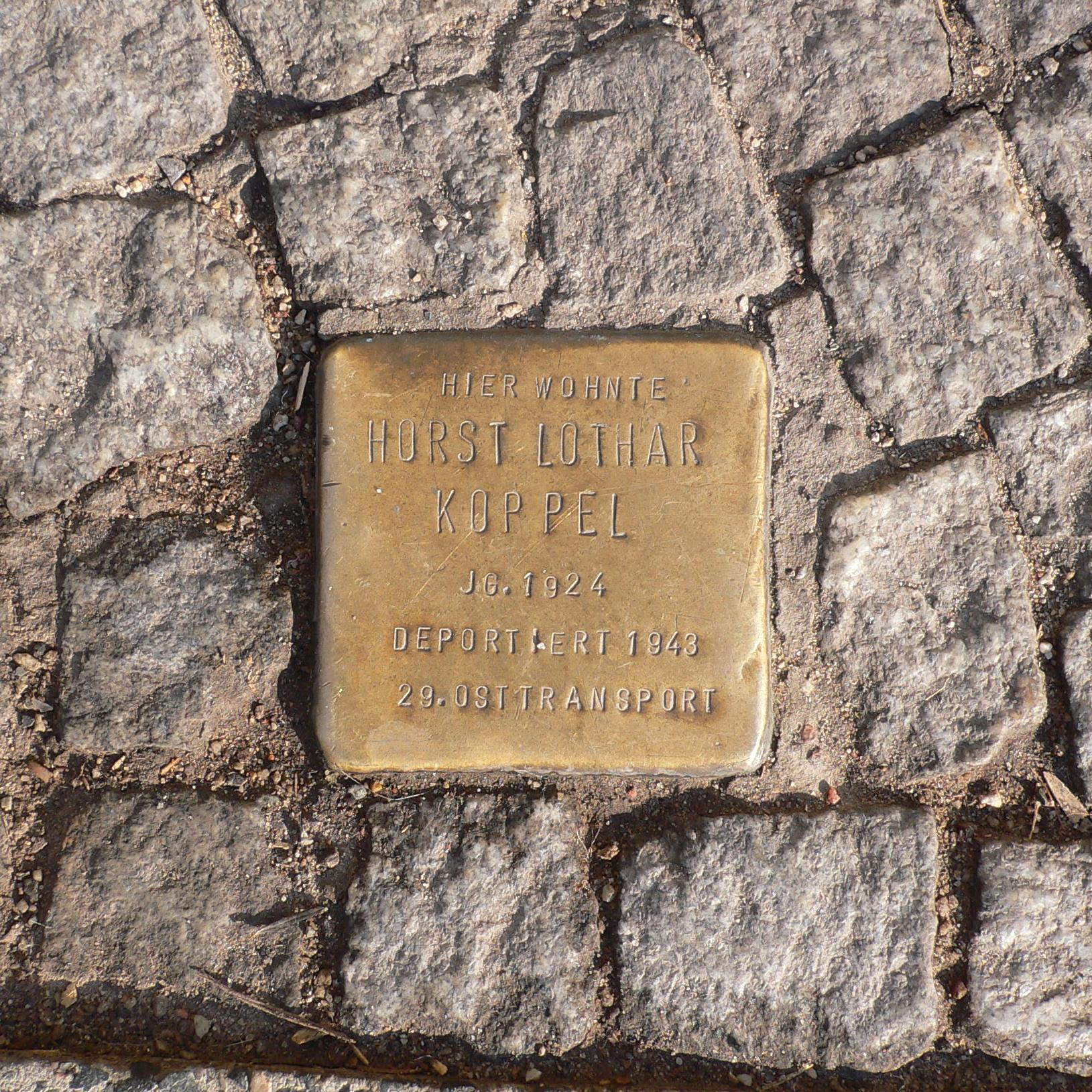
Stolperstein v Berlíně

## Dílo
Výběr:
- 1980 – Duftmarken Cassel-Paris
- 1981 – Blutspur Kassel-London
- 1982 (1983?) – Ariadne-Faden Spuren (documenta k Biennale v Benátkách)
- 1992 (1993?) – Stolpersteine